# Private equity
Private equity – rodzaj inwestycji kapitałowej stanowiącej zewnętrzne źródło finansowania spółek niedopuszczonych do obrotu publicznego. Inwestor, którym zazwyczaj jest fundusz zarządzający majątkiem osób trzecich, jest najczęściej zainteresowany długookresowym wzrostem wartości spółki w celu realizacji zysku w momencie odsprzedaży udziałów/akcji w przyszłości.
Środki przekazywane spółkom mogą przyjmować charakter zarówno finansowania własnego, jak i hybrydowego, tj. połączenia finansowania własnego i dłużnego. Poza wkładem finansowym, w ramach private equity spółka może otrzymać od inwestora wsparcie w zakresie zarządzania o różnorodnym charakterze np. doradztwo prawne, podatkowe, organizacyjne.
Przeciętna inwestycja typu private equity trwa około 5–7 lat. W przypadku private equity inwestor ponosi podwyższone ryzyko w zamian za względnie wyższy, ewentualny zwrot z zainwestowanego kapitału.
Private equity jest szczególnie popularne w przypadku finansowania przedsięwzięć obarczonych podwyższonym ryzykiem, np. finansowania działalności nowo powstałych spółek rozwijających innowacyjny produkt lub technologię. Dużą korzyścią przy wykorzystaniu private equity dla niedoświadczonej organizacji jest doradztwo otrzymywane od inwestora.